# Belle Plaine (Kansas)
Belle Plaine é uma cidade localizada no estado americano de Kansas, no Condado de Sumner.

## Demografia
Segundo o censo americano de 2000, a sua população era de 1708 habitantes. 
Em 2006, foi estimada uma população de 1591, um decréscimo de 117 (-6.9%).

## Geografia
De acordo com o United States Census Bureau tem uma área de 
2,1 km², dos quais 2,1 km² cobertos por terra e 0,0 km² cobertos por água. Belle Plaine localiza-se a aproximadamente 373 m acima do nível do mar.

## Localidades na vizinhança
O diagrama seguinte representa as localidades num raio de 20 km ao redor de Belle Plaine. 